# Natalja Fjodorovna Bode
Natalja Fjodorovna Bode (30. prosince 1914 Kyjev – 2. července 1996 Moskva) byla sovětská fotografka, účastnice bojů na východní frontě druhé světové války.

## Životopis
Narodila se 30. prosince 1914 v Kyjevě v rodině učitele. V roce 1934 pracovala jako fotožurnalistka v novinách Kommunist. V roce 1938 přešla k agentuře TASS na Ukrajině. V roce 1941 začala jako dobrovolnice pracovat pro noviny frontové linie Rudé armády zvané Jihozápadní front, kde zůstala až do konce války. Zachycovala akce Jihozápadního, Středního i 1. běloruského frontu. Velmi hojně publikovala v ústředních novinách Pravda a Krasnaja zvezda, v časopise Ogoňok i v zahraničním tisku (prostřednictvím informační kanceláře Sovinformburo). Válku skončila v hodnosti nadporučíka.
Po válce byla v roce 1945 v Detizdatu vydána kniha fotografií Cestami války (Dorogami vojny - Дорогами войны), která získala cenu. Bode se zúčastnila mnoha sovětských a mezinárodních výstav fotografií. Od roku 1945 žila v Moskvě. Pracovala jako moskevská korespondentka ukrajinských novin Radjanskaja Kultura.

## Rodina
Před válkou se Natalja vdala za fotožurnalistu Borise Kazjuka a měli spolu syna. Když se po vypuknutí války Boris vydal na frontu a brzy zemřel, Natalia opustila malého syna Sašu, kterého nechala v péči svých rodičů, a šla na frontu jako fotožurnalistka. Na frontě se setkala se svým druhým manželem, básníkem Jevgenijem Dolmatovským, se kterým žila 15 let. Z tohoto manželství se narodila dcera Natalja.

## Ocenění
- Řád Rudé hvězdy (8. srpna 1943)
- Řád vlastenecké války (6. dubna 1985)
- Medaile za odvahu (29. ledna 1943)
- Medaile „Za obranu Stalingradu“

## Galerie

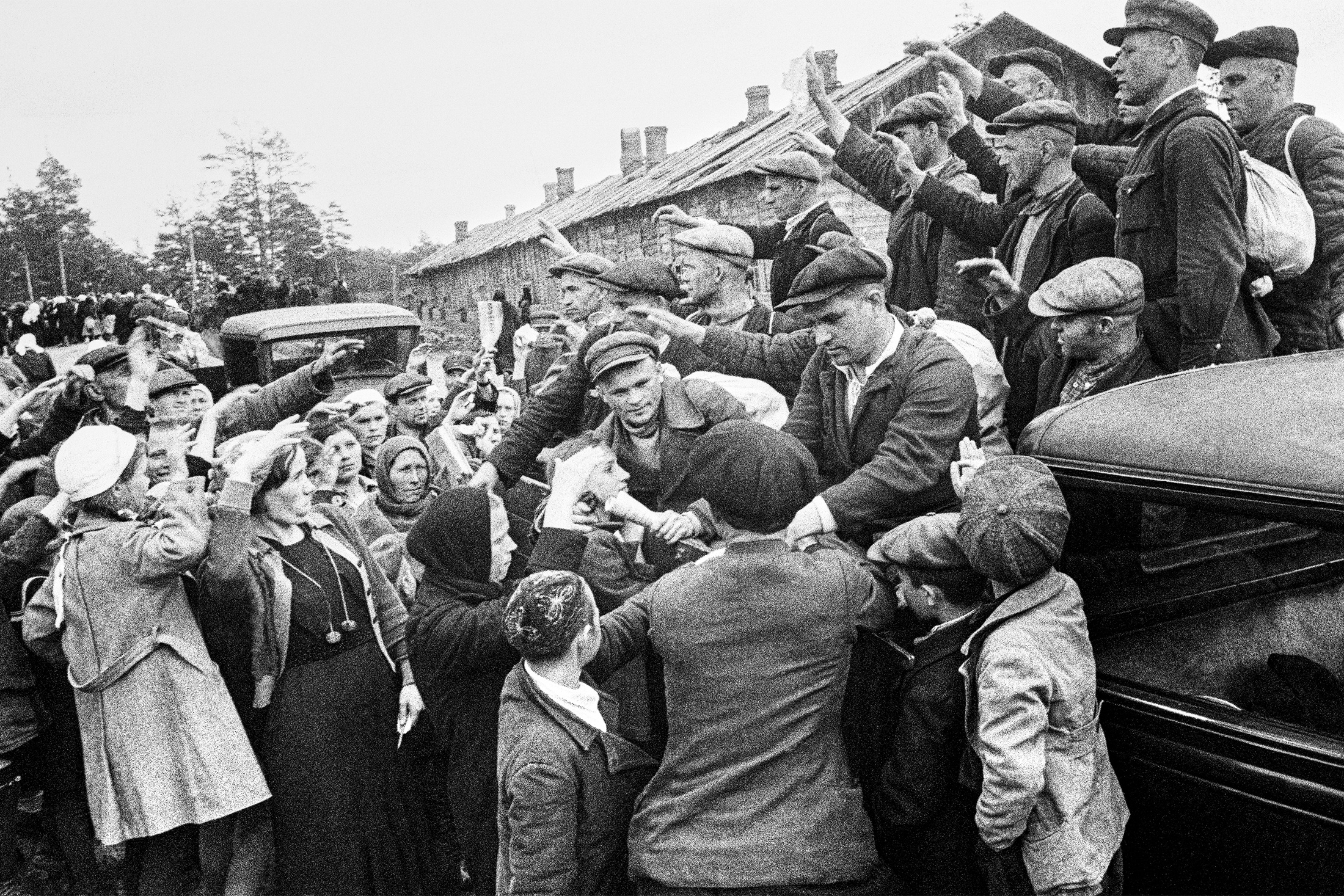
Dobrovolníci se hlásí k lidovým milicím, září 1941
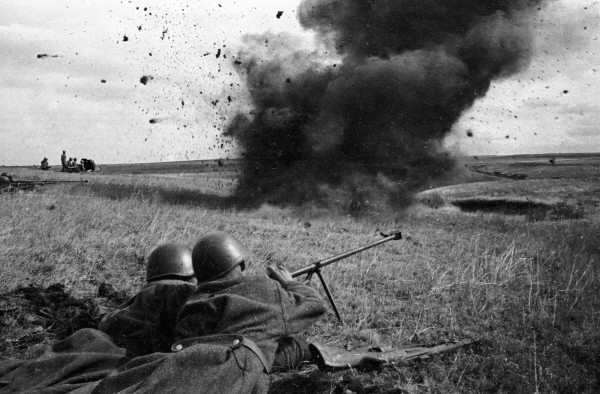
Protitankový střelec, Kursk, Rusko, 20. července 1943
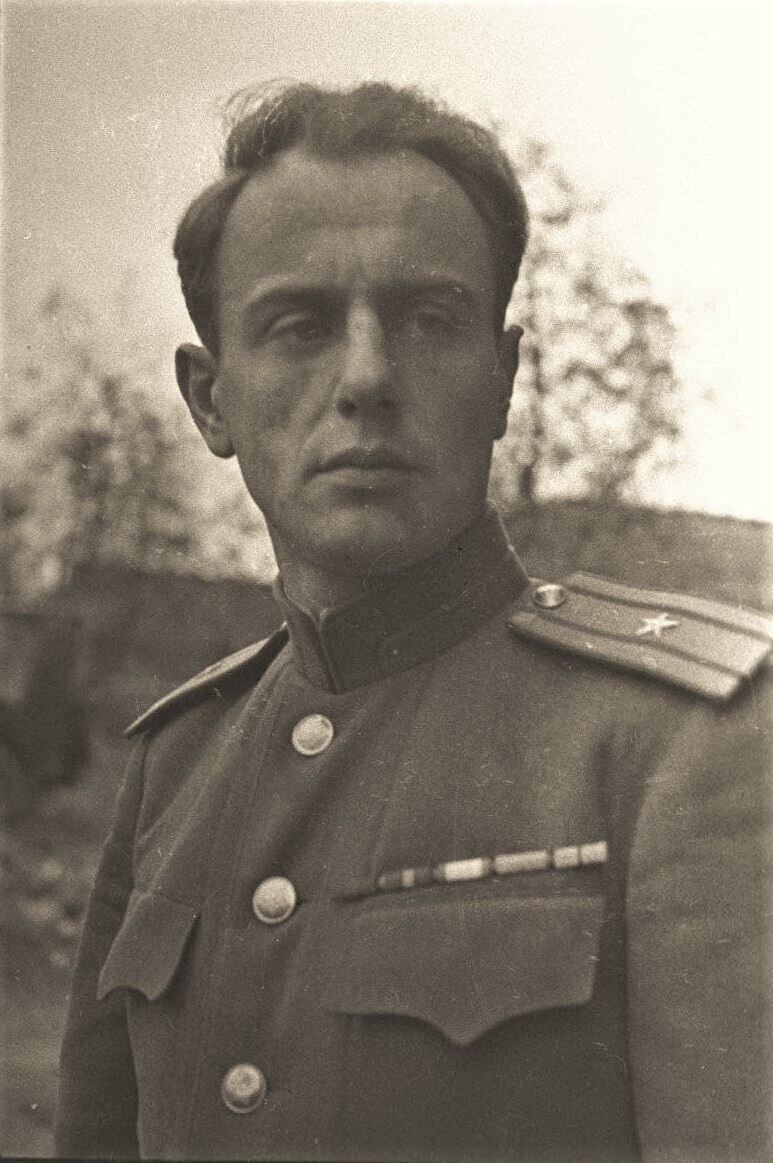
Jevgenij Aronovič Dolmatovskij